# Сэкай Ниппо
Сэкай Ниппо (яп. 世界日報,) — японская ежедневная газета общего профиля, издаваемая компанией Sekai Nippo Publishing Co., Ltd. Газета была основана 1 января 1975 года по инициативе Мун Сон Мёна, лидера Церкви Объединения, с целью противодействия распространению коммунизма в Японии.

## История
В январе 1975 года в Японии была создана компания World Daily News и начала публиковать Секай Ниппо. Газета регулярно публиковала переводы статей южно-корейской газеты Сеге Ильбо, которая так же была основана по инициативе Мун Сон Мёна. Газета создавалась с целью противодействия распространению коммунизма в Японии и придерживается резко антикоммунистических позиций, критикуя деятельность коммунистической партии в Японии, Китае и Северной Корее. 
С момента своего основания газета активно развивалась, расширяя спектр издаваемых материалов и географию распространения. В 1991 году был запущен еженедельник «Sunday Sekai Nippo», а в 2000 году — электронная газета «IT e-News», ставшая первой среди коммерческих ежедневных газет Японии. 
В 2018 году газета заключила соглашение о партнерстве с Nepal Republic Media. 
В 2020 году газета наряду с Федерацией за всеобщий мир выступила соучредителем организации «Всемирная ассоциация СМИ за мир».
В 2022 году Сэкай Ниппо проводила журналистское расследование убийства экс-премьер-министра Японии Синдзо Абэ, а в 2023 году поднимала вопросы свободы вероисповеданий в Японии в связи с этим событием. В 2024 году издательство газеты Сэкай Ниппо опубликовало расследование судебного процесса по делу Церкви Объединения в Японии.
В настоящее время газета принадлежит компании Ньюс Уорлд Комьюникейшнс и выходит 6 раз в неделю.

## Редакционная политика
Сэкай Ниппо придерживается консервативных позиций, акцентируя внимание на интернационализме, публикует новости и политическую аналитику Северо-Восточной Азии. Издание занимает активную антикоммунистическую позицию. Газета активно сотрудничает с различными международными СМИ, включая южнокорейскую газету Segye Ilbo, американскую Washington Times и непальскую Republic Media. Газета поддерживала особые отношения с Республикой Узбекистан, делая публикации об Узбекистане в дипломатических источниках. Секай Ниппо выступает против пропаганды ЛГБТ и публикует материалы о традиционных семейных ценностях.